# Raphaea
Raphaea là một chi bọ cánh cứng trong họ 
Elateridae.
Chi này được miêu tả khoa học năm 1933 bởi Fleutiaux.

## Các loài
Các loài trong chi này gồm:
- Raphaea nitida Fleutiaux, 1933
- Raphaea vitida Fleutiaux, 1933